# Калиновка (Гомельський район)
Калиновка (біл. Калінаўка) — селище в Тереницькій сільській раді Гомельського району Гомельської області Республіки Білорусь.

## Географія

### Розташування
За 12 км від залізничної станції Якимівка (на лінії Калинковичі — Гомель), 20 км на захід від Гомеля.

## Гідрографія
На річці Уза (притока річки Сож).

## Транспортна мережа
Поруч автошлях Жлобин — Гомель. Планування складається з прямолінійної вулиці, яка орієнтована з південного сходу на північний захід. Забудова двостороння, дерев'яна, садибного типу.

## Населення

### Чисельність
- 2009 — 22 мешканці.